# Усть-Зіган
Усть-Зіга́н (рос. Усть-Зиган, башк. Егәнтамаҡ) — присілок у складі Стерлітамацького району Башкортостану, Росія. Входить до складу Куганацької сільської ради.
Населення — 19 осіб (2010; 51 в 2002).
Національний склад:
- росіяни — 37%
- чуваші — 39%